# راه‌آهن لندن و نورث ایسترن
راه‌آهن لندن و نورث ایسترن (انگلیسی: London and North Eastern Railway) یا به اختصار (LNER) دومین شرکت بزرگ راه‌آهن در انگلستان بود.
این شرکت که در سال ۱۹۲۳ تأسیس و در سال ۱۹۴۸ بسته شده‌است مدیریت ۶٬۵۹۰ مایل (۱۰٬۶۱۰ کیلومتر) خط راه‌آهن را بر عهده داشته است.